# Komitat Csík
Komitat Csík (węg. Csík vármegye) – komitat Królestwa Węgier. W 1910 roku liczył 125 888 mieszkańców, a jego powierzchnia wynosiła 5054 km². Jego stolicą była Csíkszereda.
Graniczył z komitatami Beszterce-Naszód, Háromszék, Maros-Torda i Udvarhely oraz Królestwem Rumunii.